# Aula Cervantes
Aula Cervantes je vzdělávací prostor v prostorách Univerzity Karlovy v Celetné ulici v Praze zaměřený na podporu výuky španělštiny. Nabízí široké spektrum vzdělávacích materiálů jak pro učitele, tak studenty. Byla založena Institutem Cervantes ve spolupráci s Karlovou Univerzitou v roce 2001.